# Бени-э-Луази
Бени-э-Луази́ (фр. Besny-et-Loizy) — коммуна во Франции, находится в регионе Пикардия. Департамент коммуны — Эна. Входит в состав кантона Лан-1. Округ коммуны — Лан.
Код INSEE коммуны — 02080.

## Население
Население коммуны на 2010 год составляло 372 человека.
| 1962 | 1968 | 1975 | 1982 | 1990 | 1999 | 2010 |
| ---- | ---- | ---- | ---- | ---- | ---- | ---- |
| 245  | 233  | 259  | 308  | 314  | 350  | 372  |

## Экономика
В 2010 году среди 254 человек трудоспособного возраста (15—64 лет) 191 были экономически активными, 63 — неактивными (показатель активности — 75,2 %, в 1999 году было 76,6 %). Из 191 активных жителей работали 178 человек (94 мужчины и 84 женщины), безработных было 13 (8 мужчин и 5 женщин). Среди 63 неактивных 23 человека были учениками или студентами, 25 — пенсионерами, 15 были неактивными по другим причинам.